# Исторически музей (Етрополе)
Историческият музей в Етрополе е културно учреждение, съхраняващо и представящо артефакти, документи и фотоси от културното и историческо наследство на община Етрополе.
Към музея функционира като музеен филиал Арнаудовата къща.

## История
Музеят е основан през 1958 г. Първоначално е настанен в сградата на някогашното килийно училище в двора на църквата „Свети Георги“.
След реставрацията на бившия конак на 30 декември 1968 година в сградата му – архитектурен паметник на културата – е открита нова експозиция на музея. Сградата на конака е строена през 1853–1870 година от етрополските майстори Дено и Цветко. След Часовниковата кула (построена през 1710 година), конакът е най-старата запазена до днес обществена сграда в Етрополе.

## Експозиции
Музейната експозиция наброява над 1200 културни артефакта, документа и фотоса. Те са разположени в 10 експозиционни зали:
- Археология,
- Етнография,
- Занаяти ХVІ – ХVІІ век,
- Занаяти ХVІІІ – ХІХ век,
- Занаяти ХІХ век – средата на ХХ век,
- Просветно дело,
- Етрополска калиграфско-художествена школа от ХVІІ век,
- Националноосвободителни борби,
- Видни етрополци,
- Дарителство.[2]